# Zákon
Zákon je obecně závazný právní předpis přijatý zákonodárnou mocí. V právních státech s dělbou moci je tato nejčastěji zastoupena (parlamentem). Pokud jde o právní sílu, jsou zákony nadřazeny podzákonným předpisům (vyhláškám a nařízením), avšak podřízeny Ústavě a ústavním zákonům a jim naroveň postaveným mezinárodním smlouvám. V případě, že zákon nebo některá jeho ustanovení jsou v rozporu s ústavním pořádkem, může zákon nebo jeho část zrušit Ústavní soud.

## Obsah zákona
Zákony obsahují především právní normy, tedy závazná pravidla chování (určitou výjimkou jsou např. deklarativní zákony o dějinách). Z hlediska oblasti právní úpravy není zákonodárce, s výjimkou ústavních norem, ničím omezen, může tedy normovat kteroukoli oblast společenských vztahů, aniž by k tomu potřeboval zvláštní zmocnění. Jestliže však zákon provádí právní předpis vyšší právní síly, tedy ústavu, označuje se jako prováděcí zákon. Obecně platí, že povinnosti lze fyzickým a právnickým osobám ukládat pouze zákonem; podzákonným předpisem tak lze činit, pouze existuje-li k tomu zvláštní zákonné zmocnění (v takovém případě je sám zákon prováděn). Ukládání některých povinností, například placení daní a poplatků, je však vyhrazeno zákonu.

## Nejstarší platné zákony

### Česko
Mezi nejstarší platné zákony[zdroj⁠?!] na území České republiky patří například:
- zákon č. 61/1918 Sb., jímž se ruší šlechtictví, řády a tituly
- zákon č. 255/1921 Sb., kterým se zavádí 24 hodinové počítání času
- zákon č. 179/1924 Sb., o zrušení svěřenství
- zákon č. 54/1946 Sb., o letním čase
- zákon č. 148/1949 Sb., o Národní galerii v Praze
- zákon č. 191/1950 Sb., směnečný a šekový
- zákon č. 141/1961 Sb., o trestním řízení soudním (trestní řád)
- zákon č. 99/1963 Sb., občanský soudní řád

## Statistika

### Česko
V letech 1918–2002 bylo v Československu a následně v České republice vydáno 4114 zákonů, z nichž bylo v roce 2002 platných 2470. Zákon měl k tomuto roku průměrně 17 paragrafů a zabíral 3,5 strany formátu Sbírky zákonů.

## Ústavy v jiných zemích
Ústavy a zákony se v různých zemích liší.
- Ústava Kazachstánu – ústava používaná v Kazachstánu;
- Ústava Československé socialistické republiky – ústava používaná v Československu;
- Ústava Slovenské republiky – ústava používaná na Slovensku;
- Lucemburská ústava – ústava používaná v Lucembursku;
- Ústava Indie – ústava používaná v Indii;
- Turecká ústava – ústava používaná v Turecku, příklad: advokátní kancelář v Istanbulu;
- Ústavy Čínské lidové republiky – ústava používaná v Číně;
- Ústava Ukrajiny – ústava používaná na Ukrajině.